# Фонд кино
«Федера́льный фонд социа́льной и экономи́ческой подде́ржки оте́чественной кинематогра́фии» (сокращённое и более употребимое название среди профессионалов — «Фонд кино́») — российская федеральная государственная некоммерческая организация, основным видом деятельности которой является распространение кинофильмов, видеофильмов и телевизионных программ.
Создана постановлением Правительства Российской Федерации № 44 от 16 января 1995 года «О Федеральном фонде социальной и экономической поддержки отечественной кинематографии» и действует в целях поддержки отечественной кинематографии, в том числе и финансовой, повышения её конкурентоспособности, обеспечения условий для создания качественных фильмов, соответствующих национальным интересам, популяризации национальных кинофильмов в Российской Федерации и за рубежом.
Организационно-правовая форма — фонд.
Учредитель — Правительство Российской Федерации.
Исполнительный директор — Фёдор Соснов.
Адрес (место нахождения):  Россия,
115035, г. Москва, Раушская набережная д. 22, стр.2

Наряду с Министерством культуры Российской Федерации, фонд является одним из важнейших государственных регуляторов кинопроизводства и кинопроката в России.

## Задачи

До середины 2000-х годов в качестве логотипа Фонда кино использовали герб России

Основными задачами «Фонда кино» являются:
- оказание финансовой поддержки организациям, осуществляющим производство, прокат, показ и продвижение национальных фильмов;
- поддержка мастеров кино, специалистов и предпринимателей, работающих в сфере кинематографии;
- аккумулирование финансовых средств для развития отечественной кинематографии, включая кинопроизводство, прокат, показ и продвижение национальных фильмов, а также реализацию некоммерческих киномероприятий;
- содействие реализации социально-экономических программ в области отечественной кинематографии;
- привлечение российских и иностранных инвесторов к финансированию производства, проката и показа национальных фильмов.

## Экспертный совет
В состав экспертного совета «Фонда кино» (по состоянию на 21 августа 2017 года) входят:

### Председатель совета
- Леонид Верещагин — продюсер, генеральный директор ООО «Студия „ТриТэ“ Никиты Михалкова».

### Члены совета
- Фёдор Бондарчук — продюсер, режиссёр, актёр, председатель совета директоров ОАО «Киностудия „Ленфильм“»;
- Ренат Давлетьяров — продюсер, президент Гильдии продюсеров России, генеральный продюсер кинокомпании «Реал-Дакота»;
- Антон Долин — журналист, кинокритик;
- Олег Иванов — генеральный директор ФГБУК «Центр культурных стратегий и проектного управления»;
- Сергей Сельянов — продюсер, директор ООО «Кинокомпания „СТВ“», председатель правления Ассоциации продюсеров кино и телевидения;
- Джаник Файзиев — продюсер, учредитель ООО «Студия „Бонанза“»

и другие.

## Питчинг
«Фонд кино» известен организацией собственного питчинга для крупнейших студий кинобизнеса России.
Официально питчингом называются мероприятия по защите проектов кинокомпаний — лидеров отечественного кинопроизводства.
Ежегодно членам экспертного и попечительского советов «Фонда кино» представляют проекты кинокомпаний: «Art Pictures Group», «Дирекция кино», ООО «Кинокомпания „СТВ“», «Нон-стоп продакшн», ООО «Студия „ТриТэ“ Никиты Михалкова», «ТаББак», «Централ партнершип», «Enjoy Movies» и других.

## Финансирование российских кинофильмов: порядок и результаты
По состоянию на 2019 год Фонд кино может выделить на один фильм не более двух третей его бюджета (но не более 400 млн рублей). Некоммерческое кино (детское, документальное, дебютное, экспериментальное) в основном финансирует Министерство культуры Российской Федерации. Так, за 2018 год Фонд кино выделил на поддержку кинофильмов 4,3 млрд рублей, а Министерство культуры Российской Федерации — 4,0 млрд рублей. Деньги выдаются Фондом кино как на условиях возврата, так и на безвозмездной основе. Иногда кинокомпании деньги не возвращают. Согласно списку, опубликованному Фондом кино в феврале 2019 года, в должниках числились 24 компании, а общая сумма их долга перед Фондом кино составляла 736 млн рублей.
Подавляющее большинство финансируемых Фондом кино фильмов не окупаются. За 2012—2017 годы только 19 картин (12 % из числа фильмов, поддержанных Фондом кино) окупились, а остальные принесли убытки. При этом репертуарную политику фонда критикуют за то, что он поддерживает антисоветские фильмы типа последней работы Андрея Кончаловского «Дорогие товарищи!»: «Послание этого фильма — что СССР был царством грязи и насилия, а то, что деньги на фильм дал миллиардер Алишер Усманов, показывает заказной характер работы. Ещё более прискорбно, что фильм поддержал Фонд кино во главе с Владимиром Толстым», — отметил редактор «День ТВ» Андрей Фефелов.
В мае 2019 года из правительственного Резервного фонда в Министерство культуры перечислен 1 млрд рублей, который будет направлен на поддержку российского семейного кино. Объём государственной поддержки кинематографии из федерального бюджета в 2017—2019 годах составил 22,8 млрд рублей. В 2019 году Счётная палата сообщила, что «большая часть средств (60% от сметной стоимости кинокартин) направлена либо в организацию ООО «Визарт Фильм», зарегистрированную в Республике Кипр, либо в российские производственные организации, имеющие в штате от 1 до 9 сотрудников и практически не имеющие основных средств».
По итогам 2022 года в прокате окупился лишь один фильм из 26, профинансированных по линии Министерства культуры: семейная комедия «Молодой человек» Александра Фомина, которая при бюджете в 64 млн рублей (из них 30 млн — субсидия Фонда кино) заработала 192 млн рублей. Основными получателями господдержки являются люди, связанные с руководством «Фонда Кино»: Леонид Верещагин, Фёдор Бондарчук и Степан Михалков.

## Награды
- Почётная грамота Правительства Российской Федерации (18 февраля 2015 года) — за большой вклад в развитие российского кинематографа[10].